# Algernon Maudslay
Algernon Algernon (Tetbury, 10 januari 1873 - Winchester, 2 maart 1948) was een Brits zeiler.
Maudslay behaalde tijdens de Olympische Zomerspelen 1900 de titel in de ½-1 ton klasse en de open klasse.

## Resultaten

### Olympische Zomerspelen
| Jaar | Plaats | Resultaten                                                 |
| ---- | ------ | ---------------------------------------------------------- |
| 1900 | Parijs | 0-½ ton wedstrijd 1 · open klasse · 4e 0-½ ton wedstrijd 2 |